# Mistrzostwa Świata w Narciarstwie Dowolnym 2005
Mistrzostwa świata w narciarstwie dowolnym 2005 były to dziesiąte mistrzostwa świata w narciarstwie dowolnym. Odbyły się w fińskim Ruka, w dniach 17 – 20 marca 2005 r. Zarówno mężczyźni jak i kobiety rywalizowali w tych samych pięciu konkurencjach: jeździe po muldach, jeździe po muldach podwójnych, skokach akrobatycznych, skicrossie oraz half-pipe'ie. Half-pipe i skicross pojawiły się po raz pierwszy na mistrzostwach świata. Reprezentanci Polski nie startowali.

## Wyniki

### Mężczyźni

#### Jazda po muldach
- Data: 19 marca 2005

| Medal | Zawodnik                  | Narodowość        |
| ----- | ------------------------- | ----------------- |
|       | Nathan Roberts            | Stany Zjednoczone |
|       | Marc-André Moreau         | Kanada            |
|       | Dale Begg-Smith           | Australia         |
| 4     | Guilbaut Colas            | Francja           |
| 5     | Toby Dawson               | Stany Zjednoczone |
| 6     | Warren Tanner             | Kanada            |
| 7     | Pierre-Alexandre Rousseau | Kanada            |
| 8     | Janne Lahtela             | Finlandia         |

#### Jazda po muldach podwójnych
- Data: 20 marca 2005

| Medal | Zawodnik                  | Narodowość        |
| ----- | ------------------------- | ----------------- |
|       | Toby Dawson               | Stany Zjednoczone |
|       | Sami Mustonen             | Finlandia         |
|       | Jeremy Bloom              | Stany Zjednoczone |
| 4     | Mikko Ronkainen           | Finlandia         |
| 5     | Dale Begg-Smith           | Australia         |
| 6     | Yu Masukawa               | Japonia           |
| 7     | Pierre-Alexandre Rousseau | Kanada            |
| 8     | Marc-André Moreau         | Kanada            |

#### Skoki akrobatyczne
- Data: 18 marca 2005

| Medal | Zawodnik             | Narodowość        |
| ----- | -------------------- | ----------------- |
|       | Steve Omischl        | Kanada            |
|       | Jeff Bean            | Kanada            |
|       | Alaksiej Hryszyn     | Białoruś          |
| 4     | Dzmitryj Daszczynski | Białoruś          |
| 5     | Kyle Nissen          | Kanada            |
| 6     | Ryan St. Onge        | Stany Zjednoczone |
| 7     | Enwer Abłajew        | Ukraina           |
| 8     | Thomas Lambert       | Szwajcaria        |

#### Skicross
- Data: 18 marca 2005

| Medal | Zawodnik       | Narodowość |
| ----- | -------------- | ---------- |
|       | Tomáš Kraus    | Czechy     |
|       | Jesper Brugge  | Szwecja    |
|       | Audun Grønvold | Norwegia   |
| 4     | Tommy Eliasson | Szwecja    |
| 5     | Lars Lewén     | Szwecja    |
| 6     | Michael Schmid | Szwajcaria |
| 7     | Juha Haukkala  | Finlandia  |
| 8     | Stanley Hazer  | Kanada     |

#### Half-pipe
- Data: 17 marca 2005

| Medal | Zawodnik            | Narodowość |
| ----- | ------------------- | ---------- |
|       | Mathias Wecxsteen   | Francja    |
|       | Loïc Collomb-Patton | Francja    |
|       | Corey Vanular       | Kanada     |
| 4     | Andreas Håtveit     | Norwegia   |
| 5     | Jon Olsson          | Szwecja    |
| 6     | Reto Comincioli     | Szwajcaria |
| 7     | Laurent Favre       | Francja    |
| 8     | Kalle Leinonen      | Finlandia  |

### Kobiety

#### Jazda po muldach
- Data: 19 marca 2005

| Medal | Zawodnik          | Narodowość        |
| ----- | ----------------- | ----------------- |
|       | Hannah Kearney    | Stany Zjednoczone |
|       | Nikola Sudová     | Czechy            |
|       | Margarita Marbler | Austria           |
| 4     | Aiko Uemura       | Japonia           |
| 5     | Jennifer Heil     | Kanada            |
| 6     | Jillian Vogtli    | Stany Zjednoczone |
| 7     | Laurel Shanley    | Stany Zjednoczone |
| 8     | Sylvia Kerfoot    | Kanada            |

#### Jazda po muldach podwójnych
- Data: 20 marca 2005

| Medal | Zawodnik          | Narodowość        |
| ----- | ----------------- | ----------------- |
|       | Jennifer Heil     | Kanada            |
|       | Kari Traa         | Norwegia          |
|       | Aiko Uemura       | Japonia           |
| 4     | Ludmiła Dymczenko | Rosja             |
| 5     | Nikola Sudová     | Czechy            |
| 6     | Sylvia Kerfoot    | Kanada            |
| 7     | Sandra Laoura     | Francja           |
| 8     | Laurel Shanley    | Stany Zjednoczone |

#### Skoki akrobatyczne
- Data: 18 marca 2005

| Medal | Zawodnik          | Narodowość        |
| ----- | ----------------- | ----------------- |
|       | Li Nina           | Chiny             |
|       | Evelyne Leu       | Szwajcaria        |
|       | Guo Xinxin        | Chiny             |
| 4     | Anna Zukal        | Rosja             |
| 5     | Ałła Cuper        | Białoruś          |
| 6     | Elizabeth Gardner | Australia         |
| 7     | Emily Cook        | Stany Zjednoczone |
| 8     | Anna Bielich      | Rosja             |

#### Skicross
- Data: 18 marca 2005

| Medal | Zawodnik         | Narodowość |
| ----- | ---------------- | ---------- |
|       | Karin Huttary    | Austria    |
|       | Magdalena Iljans | Szwecja    |
|       | Ophélie David    | Francja    |
| 4     | Anu Pesonen      | Finlandia  |
| 5     | Virginie Costerg | Francja    |
| 6     | Noriko Fukushima | Japonia    |
| 7     | Gro Kvinlog      | Norwegia   |
| 8     | Anik Demers      | Kanada     |

#### Half-pipe
- Data: 17 marca 2005

| Medal | Zawodnik         | Narodowość        |
| ----- | ---------------- | ----------------- |
|       | Sarah Burke      | Kanada            |
|       | Kristi Leskinen  | Stany Zjednoczone |
|       | Grete Eliassen   | Norwegia          |
| 4     | Virginie Faivre  | Szwajcaria        |
| 5     | Gina Gmeiner     | Stany Zjednoczone |
| 6     | Jaime Sundberg   | Stany Zjednoczone |
| 7     | Marta Ahrenstedt | Szwecja           |
| 8     | Dania Assaly     | Kanada            |

## Klasyfikacja medalowa
| Miejsce | Państwo           |   |   |   | Razem |
| ------- | ----------------- | - | - | - | ----- |
| 1.      | Kanada            | 3 | 2 | 1 | 6     |
| 2.      | Stany Zjednoczone | 3 | 1 | 1 | 5     |
| 3.      | Francja           | 1 | 1 | 1 | 3     |
| 4.      | Czechy            | 1 | 1 | 0 | 2     |
| 5.      | Austria           | 1 | 0 | 1 | 2     |
|         | Chiny             | 1 | 0 | 1 | 2     |
| 7.      | Szwecja           | 0 | 2 | 0 | 2     |
| 8.      | Norwegia          | 0 | 1 | 2 | 3     |
| 9.      | Finlandia         | 0 | 1 | 0 | 1     |
|         | Szwajcaria        | 0 | 1 | 0 | 1     |
| 11.     | Australia         | 0 | 0 | 1 | 1     |
|         | Białoruś          | 0 | 0 | 1 | 1     |
|         | Japonia           | 0 | 0 | 1 | 1     |